# Oloroso

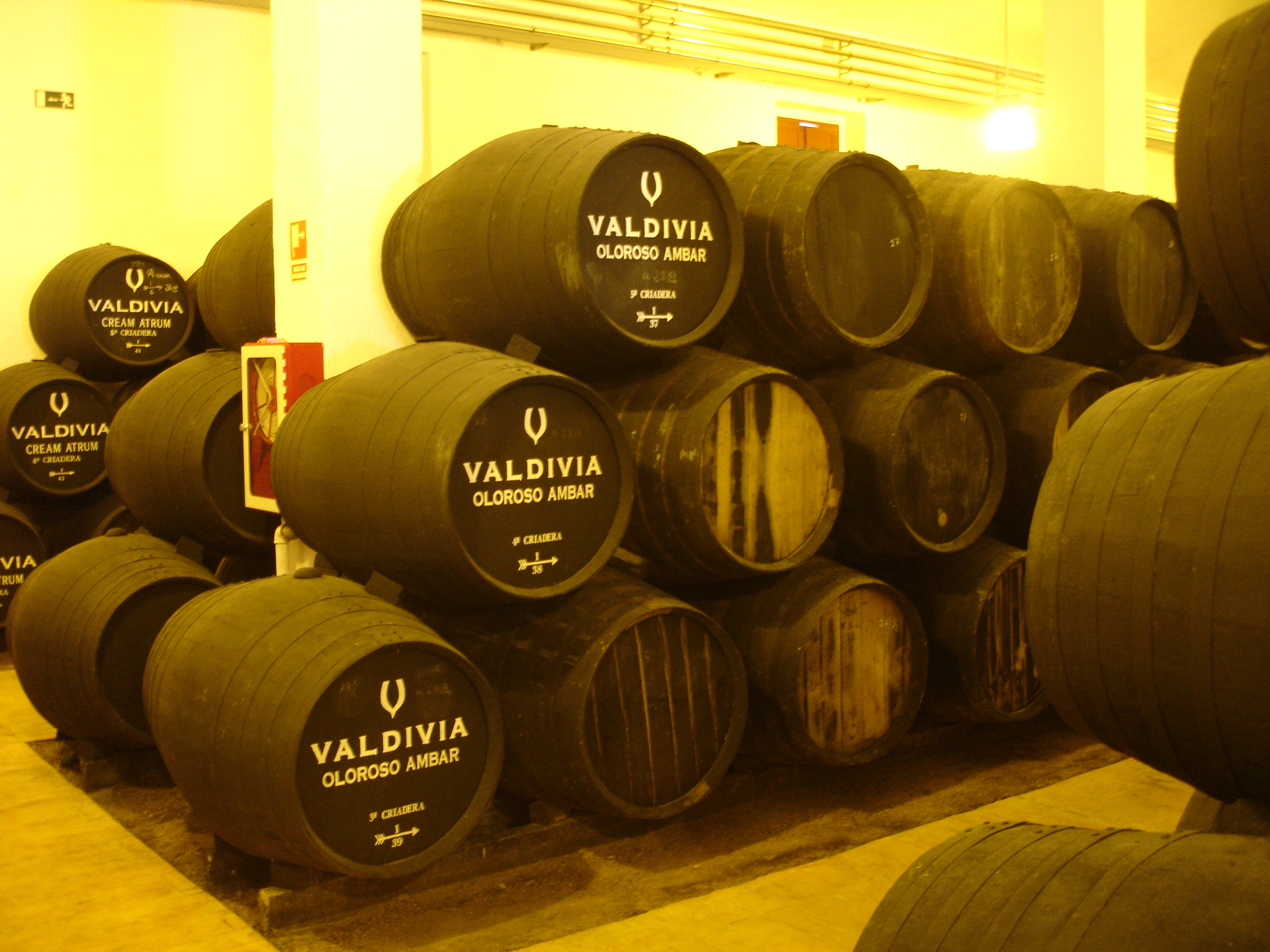
Les fûts d'oloroso dans une cave à vin de Jerez de la Frontera.

L'oloroso est un vin fortifié des régions de Marco de Xérès et de Montilla-Moriles en Andalousie (Espagne). Obtenu à partir du cépage palomino (dans la DO xérès), c'est un vin de couleur or foncé, très aromatique et corsé, sec ou légèrement sucré et dont la teneur en alcool se situe entre 18° et 20°, les très vieux (entre 30 et 40 ans) atteignant les 25°. Il existe des olorosos moins secs, voire sucrés.

## Élaboration
L'oloroso est élaboré à partir du cépage palomino (dans la DO xérès) ou pedro ximénez (dans la DO montilla-moriles). On obtient d'abord le moût, en suivant le même processus que pour tout autre vin. Ce vin jeune a généralement une teneur en alcool de 10,5°. Dans le cas des vins de la DO montilla-moriles, le taux d'alcool est de 15°, à partir duquel ils sont classés en fonction de leur qualité et sont soit des vins fortifiés, soit des vins mutés. 
Ceux qui passent cette sélection font l'objet d'un premier classement au cours duquel on décide s'ils seront utilisés pour des vins olorosos ou des vins finos en fonction de leur qualité. S'ils doivent être utilisés pour l'oloroso, la concentration d'alcool est augmentée à 18°, ce qui tue la fleur, de sorte que le processus est à nouveau purement aérobie et donnera lieu à l'oloroso. Le vin vieillira selon le système des Criaderas y Soleras. 
S'ils sont destinés à être utilisés comme finos, on leur rajoute de l'alcool de vin jusqu'à ce qu'ils atteignent un taux d'alcool d'environ 15°, moment auquel on dit que le vin est fortifié, et on les transfère ensuite dans des fûts de chênes américains. Cet alcool de vin est ajouté pour détruire les micro-organismes qui peuvent entraver le travail du voile de fleur. La fleur est une couche blanchâtre qui se forme à la surface du vin à l'intérieur du tonneau. Cette couche est formée par les levures, qui ont besoin d'oxygène pour se développer, de sorte que les fûts ne sont remplis qu'aux 5/6e de leur capacité totale. La floraison isole le vin de l'oxygène, provoquant un processus de vieillissement anaérobie qui durera un à deux ans. Cette étape du processus est connue sous le nom de sobretablas, à l’issue de laquelle une nouvelle classification sera effectuée par les dégustateurs de Xérèz, qui décideront si le mélange continuera en fino ou sera dirigé vers l'oloroso.
Si le vin a un arôme vif mais doux, avec des notes d'amande et sec en bouche, il sera destiné au fino, sinon il sera oloroso.

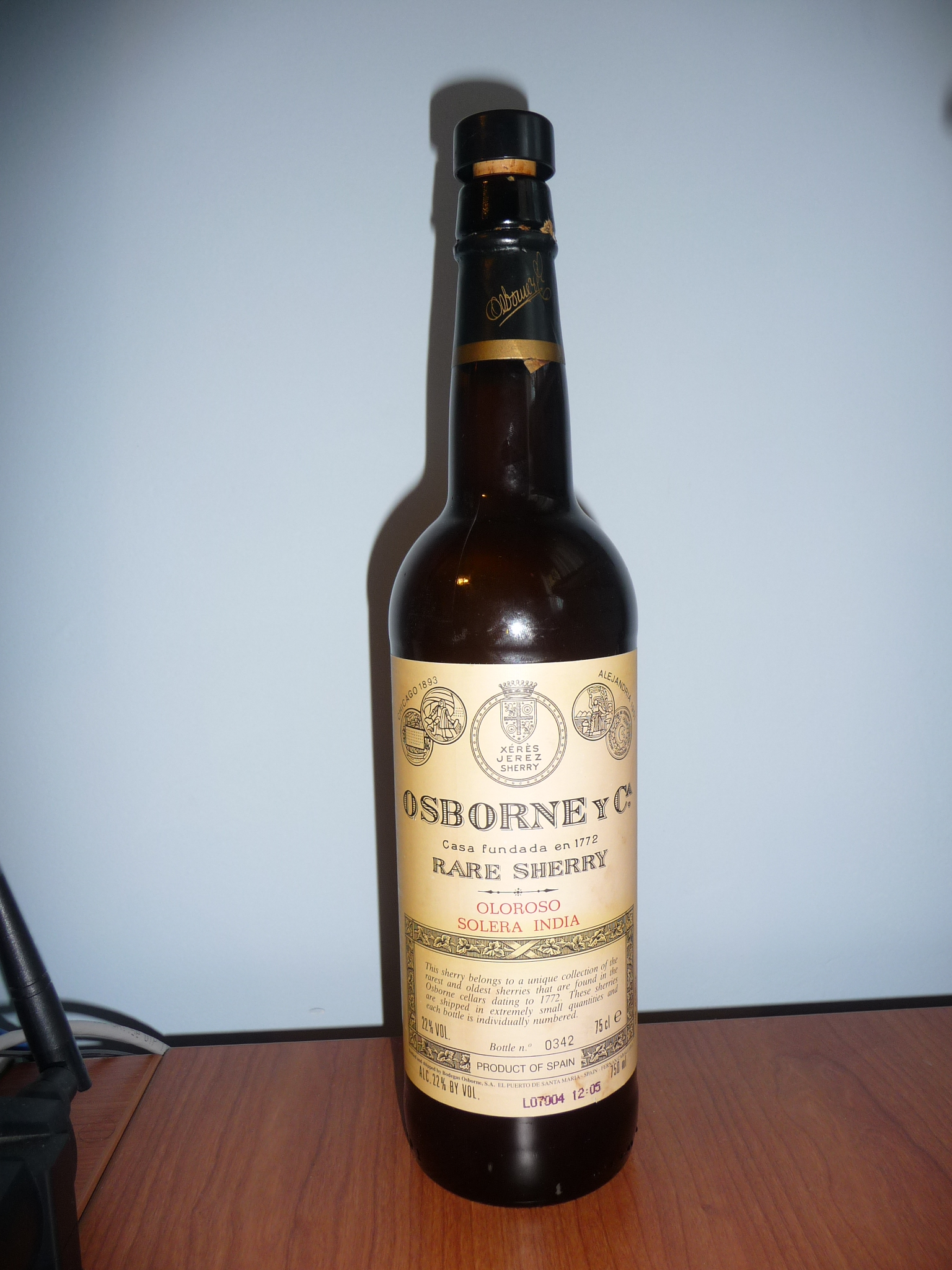
Vieux oloroso

## Utilisation
Ce vin se boit à l'apéritif, ouvre l'appétit et accompagne n'importe quelle collation même si les connaisseurs aiment le boire avec des plats comme le gibier, les champignons et les ragoûts de viande. 
On l'associe largement à d'autres plats et on l'utilise aussi en cuisine. Par exemple, dans la viande l'oloroso donne une saveur très intense au plat.
En Andalousie, il est couramment utilisé comme ingrédient dans des plats traditionnels tels que les torrijas (pain perdu).

## Amoroso
Pour les articles homonymes, voir Amoroso (homonymie).
L'amoroso désigne une version adoucie du xérès oloroso, par ajout de 10 % de pedro ximénez. Il était originellement destiné au marché anglais.

## Curiosités
Lorsque les fûts d'oloroso ne sont plus adaptés à la production du vin, ils sont principalement envoyés en Écosse pour y faire vieillir des whiskys, en leur donnant des arômes autres que le whisky lui-même. Certains whiskys sont également vieillis dans des fûts d'amoroso.